# Milvijský most
Milvijský most (italsky Ponte Milvio) je most na řece Tibera v Římě v Itálii. První zmínka o mostě pochází pochází z roku 206 př. n. l. kdy se římský konzul Gaius Claudius Nero vrátil z vítězné bitvy nad Metaurem, kde porazil kartaginského generála Hasdrubala.

## Historie
Stavitel mostu není známý, ale první most byl dřevěný. Roku 115 př. n. l. byl most přestavěn konzulem Marcusem Scaurusem na kamenný a stal se součástí Via Flaminia. V roce 78 př. n. l. se na Campus Martius nedaleko mostu odehrála bitva mezi Quintem Lutatiem Catulem a Marcem Aemiliem Lepidem, v němž zvítězil Catalus. Další bitva se u mostu odehrála v roce 312, kdy se v bitvě u Milvijského mostu střetl Konstantin I. Veliký a Maxentiem. Maxentius v boji o císařský trůn, během bitvy spadl do Tibery a utopil se. Vítěz, Konstantin Veliký poté vládl Římu dalších 25 let. V roce 538 byl Milvijský most místem další bitvy, když se Belisar pokoušel připojit Ostrogóty k Justiniánově Byzantské říši. Poslední významnější událostí na tomto místě bylo střetnutí mezi rodem Orsiniů a Collonů v roce 1335. Most byl poté rekonstruován mnichem jménem Acuzio.
Významné opravy se uskutečnily v roce 1432, kdy byl most rekonstruován architektem Francescem da Genazzanem. Jednalo se o zakázku papeže Martina V. u příležitosti korunovační cesty císaře Zikmunda Lucemburského do Říma. V průběhu 18. a 19. století byl most upraven architekty Giuseppem Valadierer a Domenicem Pigianim. Naposledy byl vážně poškozen Giuseppem Garibaldim roku 1849, když se pokoušel zpomalit vstup francouzské armády do Říma. Opraven byl v roce 1850 papežem Piem IX. Přes četné opravy je dodnes zachována značná část původní antické stavby. Až do roku 1956 přes něj proudila automobilová doprava, poté byl prohlášen za kulturní památku. Dnes se jmenuje Ponte Milvio, před nedávnou dobou Ponte Molle. V době antiky nesl jméno Pons Mulvius. Zajímavostí je, že jedna ze dvou soch zdobících vstup na most je socha svatého Jana Nepomuckého.